# Mistrzostwa Świata w układaniu Kostki Rubika 2003
Mistrzostwa Świata w układaniu Kostki Rubika 2003 (ang. World Rubik's Games Championship 2003) – międzynarodowy turniej speedcubingowy zorganizowany przez WCA.
Turniej odbył się w Ontario Science Centre w Toronto, w Kanadzie.. W zawodach wzięli udział uczestnicy z 15 państw. Polskę, na mistrzostwach reprezentowali Zbigniew i Wiktoria Zborowscy.

## Konkurencje
Sporządzone zgodnie ze stroną www.worldcubeassociation.org. Poniżej podano konkurencję, i najlepszych w tej konkurencji.
| Konkurencja                       | Imię                        | Wynik       | Średnia  | Narodowości       |
| --------------------------------- | --------------------------- | ----------- | -------- | ----------------- |
| Kostka Rubika                     | Dan Knights                 | 18.76       | 20.00    | Stany Zjednoczone |
| Kostka 4x4x4                      | Masayuki Akimoto (秋元正行) | 1:27.06     | 1:36.98  | Japonia           |
| Kostka 5x5x5                      | Masayuki Akimoto (秋元正行) | 2:46.96     | 2:50.45  | Japonia           |
| 3x3x3 Bez patrzenia               | Dror Vomberg                | 3:56.00 WR  | 3:56.00  | Izrael            |
| 3x3x3 (Najmniejsza Liczba ruchów) | Mirek Goljan                | 29 WR       | 29       | Czechy            |
| 3x3x3 (Jedną ręką)                | Chris Hardwick              | 44.98 WR    | 44.98    | Stany Zjednoczone |
| Megaminx                          | Grant Tregay                | 2:12.82 WR  | 2.12.82  | Stany Zjednoczone |
| Pyraminx                          | Andy Bellenir               | 14.09 WR    | 14.09    | Stany Zjednoczone |
| Rubik's Clock                     | Jaap Scherphuis             | 38.97 WR    | 38.97    | Holandia          |
| Square-1                          | Lars Vandenbergh            | 41.80 WR    | 41.80    | Belgia            |
| 4x4x4 Bez patrzenia               | Dror Vomberg                | 22:35.00 WR | 23:35.00 | Izrael            |
| Rubik's Magic                     | Jaap Scherphuis             | 3.06 WR     | 3.06     | Holandia          |
| Master Magic                      | Jaap Scherphuis             | 8.22 WR     | 8.22     | Holandia          |

## Zawodnicy
Lista wszystkich uczestników mistrzostw świata 2003 znajduje się na stronie worldcubeassociation.org.